# Antonio Lozano
Antonio Lozano (Madrid, 1959) è un attore spagnolo, noto per aver interpretato il ruolo di Armando Caballero nella soap Una vita (Acacias 38).

## Biografia
Antonio Lozano è nato nel 1959 a Madrid (Spagna), e oltre alla recitazione si occupa anche di teatro.

## Carriera
Antonio Lozano ha recitato in opere teatrali come Estación Victoria di Harold Pinter e diretto da Inma Sancho, in Pedro y el capitán di Mario Benedetti e diretto da Davinia Lekaux e in Antes te gustaba la lluvia di Lot Vekemans e diretto da Eva Diez. Nel corso della sua carriera ha recitato in vari film come Escorpión: Alerta roja, La banda del TransAm rojo e Vincenzo Bellini: I Puritani. Nel 1997 ha recitato nella serie El rey de la mafia. Nel 1999 ha recitato nelle serie Monjas narcotraficantes e in Guerra de narcos. Nel 2007 ha preso parte al film televisivo Mi gober precioso diretto da Aurora Martínez. Dal 2019 al 2021 è stato scelto da TVE per interpretare il ruolo di Armando Caballero nella soap opera in onda su La 1 Una vita (Acacias 38) e dove ha recitato insieme ad attori come Amparo Fernández, Sandra Marchena, Jorge Pobes, Aria Bedmar e Ylenia Baglietto. Nel 2021 ha recitato nella serie La que se avecina.

## Filmografia

### Cinema
- Escorpión: Alerta roja, regia di José Medina (1993)
- El vengador de Sinaloa, regia di José Loza (1994)
- La hiena humana, regia di Ismael Rodríguez Jr. (1995)
- Traición con traición se paga, regia di Aurora Martínez (1996)
- La verdadera historia de Jonas Arango, regia di Aurora Martínez (1996)
- Changos, monos y gorilas, regia di Ángel Sancho (1996)
- Vengarse matando, regia di Aurora Martínez (1997)
- Traiciones y canciones, regia di Ángel Sancho (1997)
- Sanguinolenta venganza, regia di Ángel Sancho (1997)
- El cielo no tiene fronteras..., regia di Ángel Sancho (1997)
- Asesino en la oscuridad, regia di Salvador Celis (1997)
- Tijuana, ciudad de narcos, regia di Aurora Martínez (1998)
- Sheriff Muerte, regia di Patricia F. Sáenz (1998)
- Sangre indomable, regia di Tony Martínez Jr. (1998)
- Justicia para un criminal, regia di (1998)
- 3 en 1, regia di Eduardo Martínez (1998)
- La banda del TransAm rojo, regia di Aurora Martínez (1999)
- El hijo del demonio, regia di Luis Estrada (1999)
- El fantasma de la coca, regia di Aurora Martínez (1999)
- Por tu ingrato amor, regia di Aurora Martínez (2004)
- Monjas narcotraficantes II, regia di Aurora Martínez (2004)
- Las 4 bellas del norte (Convento de pervertidas), regia di Aurora Martínez (2004)
- Nuestra botela de vino, regia di Antonio Lozano (2004)
- Vuelve el botas de avestruz, regia Aurora Martínez (2005)
- Traficando con la blanca, regia di Aurora Martínez (2005)
- Para eso me gustabas Gallo, regia di Aurora Martínez (2005)
- Las siete muertas, regia di Aurora Martínez (2005)
- 10 Horas antes de morir, regia di Aurora Martínez (2005)
- Plomo en la sierra, regia di Román Hernández (2006)
- No le jale patrón, regia di Aurora Martínez (2006)
- La verdadera historia de la llorona, regia di Aurora Martínez (2007)
- Mi Gober Precioso, regia di Aurora Martínez (2007)
- El héroe silencioso, regia di Aurora Martínez (2008)
- Voces de la montaña, regia di Rafael Goyri (2009)
- La Vida Breve, regia di Giancarlo Del Monaco (2012)
- Vincenzo Bellini: I Puritani, regia di Evelino Pidò (2017)
- El tiempo terminado, regia di Belén Crespo (2017)
- Poker, regia di Ramón Cárdena (2018)

### Televisione
- El rey de la mafia – serie TV (1997)
- Monjas narcotraficantes – serie TV (1999)
- Guerra de narcos – serie TV (1999)
- Mi gober precioso, regia di Aurora Martínez – film TV (2007)
- Una vita (Acacias 38) – soap opera, 107 episodi (2019-2021)
- La que se avecina – serie TV (2021)

### Cortometraggi
- Back Room, regia di Guillem Morales (1999)

## Teatro
- Estación Victoria di Harold Pinter, diretto da Inma Sancho
- Pedro y el capitán di Mario Benedetti, diretto da Davinia Lekaux
- Antes te gustaba la lluvia di Lot Vekemans, diretto da Eva Diez

## Doppiatori italiani
Nelle versioni in italiano dei suoi film e delle sue serie TV, Antonio Lozano è stato doppiato da:
- Marco Pagani[9] in Una vita[10]